# Leroy Anderson
Leroy Anderson (29. juni 1908 i Cambridge, Massachusetts – 18. maj 1975 i Woodbury, Connecticut) var en amerikansk komponist, der primært komponerede let orkestermusik. Hans musik var mest populær i 1950'erne, og mange af kompositionerne blev oprindelig skrevet til Boston Pops Orchestra. En af Andersons mest kendte kompositioner er "Sleigh Ride".
Anderson blev født i Cambridge, Massachusetts, af svenske forældre. Faren, Bror Anton Andersson, var fra Övarp ved Kristianstad i Skåne. Moren, Anna Margareta Jonsson, var fra Stockholm. Anderson fik sine første klavertimer af sin mor, der var organist. Han læste ved Harvard University i årene 1926–1930, og fortsatte derefter med at læse skandinaviske sprog. Ved siden af sprogstudierne koncentrerede hans sig om musik, både inden- og udenfor universitetsverdenen. Blandt andet var han kor- og blæserorkesterleder på Harvard. Dirigenten Arthur Fiedler fra Boston Pops Orchestra blev opmærksom på Andersons evner som arrangør og foreslog at denne skulle skrive originalkompositioner til orkesteret. Andersons første komposition blev "Jazz Pizzicato" (1938).
I 1942 blev Leroy Anderson hvervet til den amerikanske hær og begyndte at arbejde på Island som oversætter af skandinaviske sprog. I 1945 var han chef for de militære efterretningstjeneste for Skandinavien i Pentagon. "The Syncopated Clock" blev skrevet i 1945 og blev kendt som titelmelodien til tv-programmet The Late Show. Andersons første store kommercielle succes var med "Blue Tango" (1951), der toppede pladehitlisterne og den første rent instrumentale indspilning, som solgte over en million eksemplarer. Han havde flere andre successer i 1950'erne. Også "Plink! Plank! Plunk!" blev anvendt som titelmelodi i et populært tv-program, I've Got a Secret.
Leroy Anderson skrev også to længere værker: musicalen Goldilocks (1958) og en klaverkoncert i C-dur (1953). Goldilocks blev ikke en kommerciel succes, men den indeholder sange, der stadig spilles. Klaverkoncerten blev kort efter trukket tilbage, da Anderson mente den havde svagheder. Efter hans død, blev den igen frigivet af hans efterkommere, og den er blevet spillet flere gange, samt indspillet.

## Diskografi
plader af Leroy Anderson (nordamerika)
- Leroy Anderson's Irish Suite (Decca DL 4050; 1952)
- Leroy Anderson conducts Blue Tango and other Favorites (Decca DL 8121; 1958)
- A Christmas Festival (Decca DL 78925 (s); 1959)
- Leroy Anderson Conducts Leroy Anderson (Decca DL 78865 (s); 1959)
- Leroy Anderson Conducts His Music (Decca DL 78954 (s); 1960)
- The New Music of Leroy Anderson (Decca DL 74335 (s); 1962)
- The Leroy Anderson Collection (Digitally remastered from original Decca analog recordings) (MCA Classics MCAD2-9815-A&B; 1988)
- The Best of Leroy Anderson: Sleigh Ride (Digitally remastered from original Decca analog master recordings) (MCA Classics MCAD -11710; 1997)

## Priser og anerkendelse
- Phi Beta Kappa, valgt 17 June 1929[3]
- Musik direktør, Harvard Band 1929, 1931-1935[4]
- Guldplade, Blue Tango, 1952
- Memer of Board of Directors of ASCAP, New York, New York 1960-1964
- Member of the Committee of the Department of Music, Harvard University, Cambridge, Massachusetts 1962-1968
- Goldman Citation, American Bandmaster Association, 10 March 1966
- Member of Board of Directors of Symphony Orchestras:
  - New Haven, Connecticut 1969-1975
  - Hartford, Connecticut 1971-1975
- Æresdoktor ved Portia Law School, Boston, Massachusetts June 1971
- Æresdoktor ved Western New England College, Springfield, Massachusetts May 1974
- Star on the Hollywood Walk of Fame, 1976
- Named to Songwriters Hall of Fame, 18 April 1988
- Anderson Band Center, Cambridge, Massachusetts, Harvard University, dedikeret 26 October 1995
- Leroy Anderson Square, Cambridge, Massachusetts, dedikeret 31 May 2003

## Ekstern henvisning
- Officiel hjemmeside (på engelsk)
- Leroy Anderson Foundation (på engelsk)